# Hesperaloe funifera
Hesperaloe funifera är en sparrisväxtart som först beskrevs av Karl Heinrich Koch, och fick sitt nu gällande namn av William Trelease. Hesperaloe funifera ingår i släktet Hesperaloe och familjen sparrisväxter. Inga underarter finns listade i Catalogue of Life.

## Bildgalleri

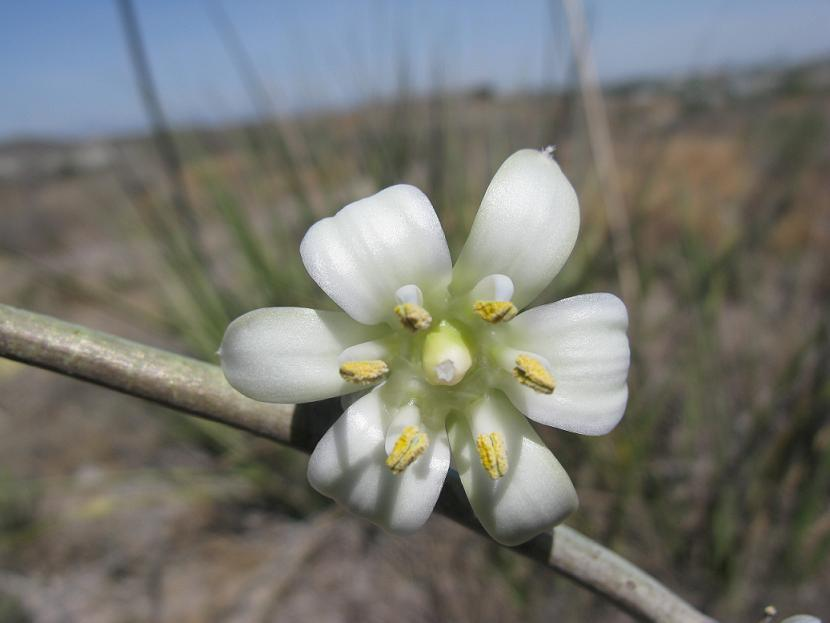
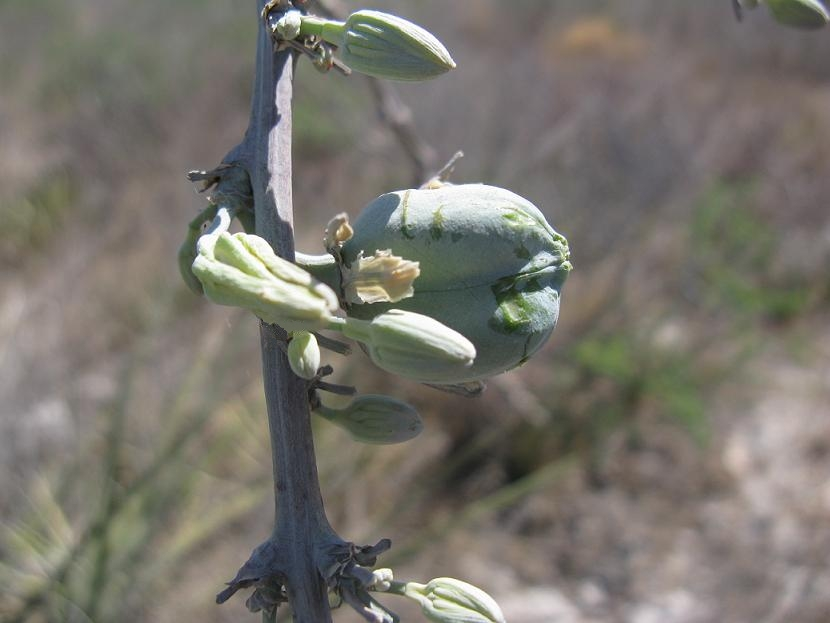
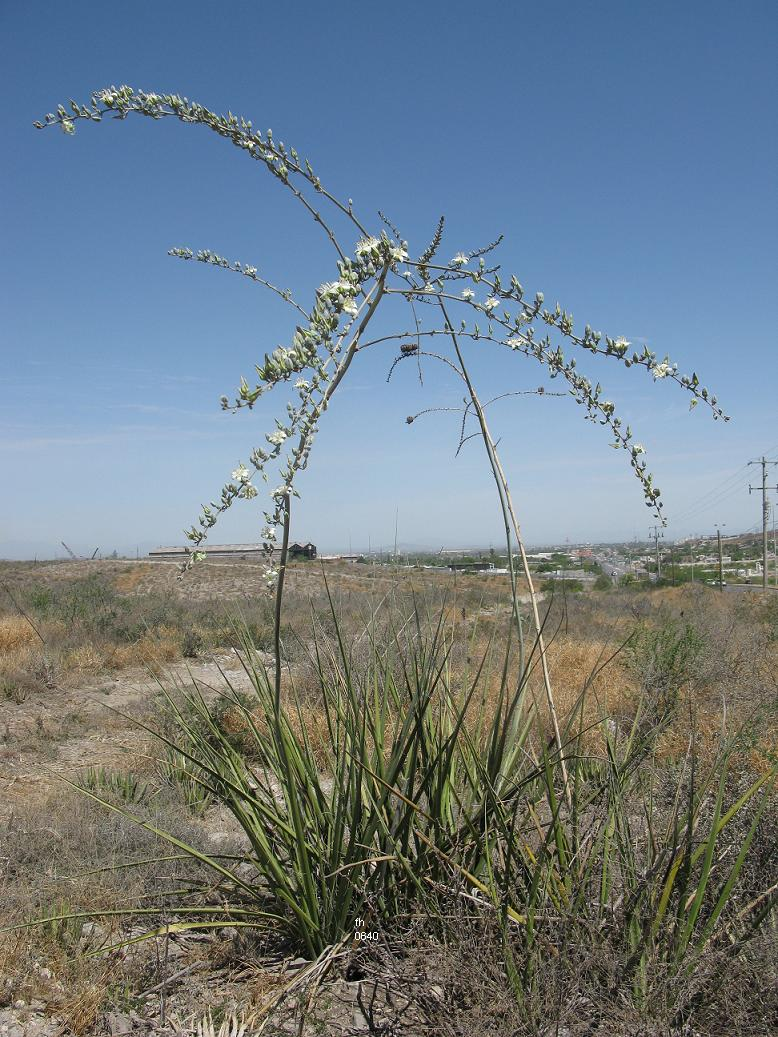
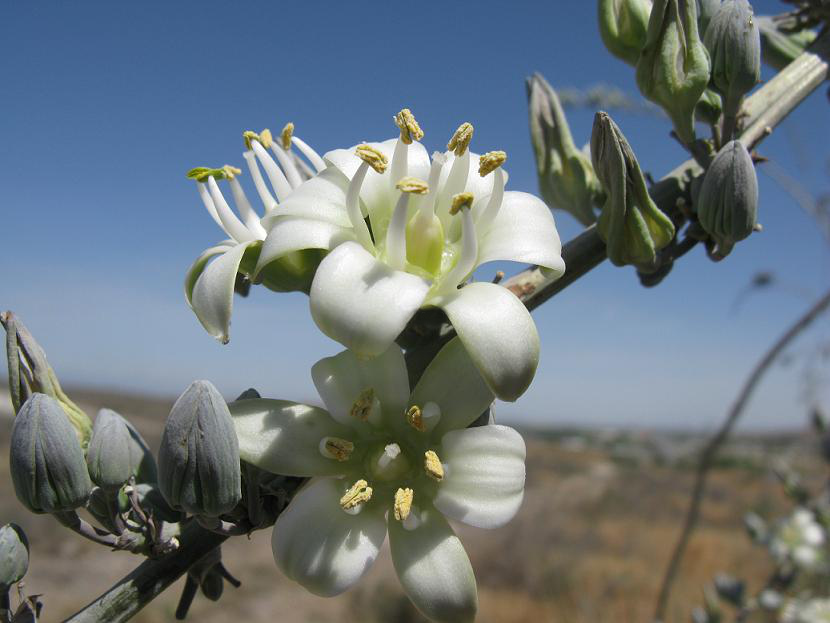
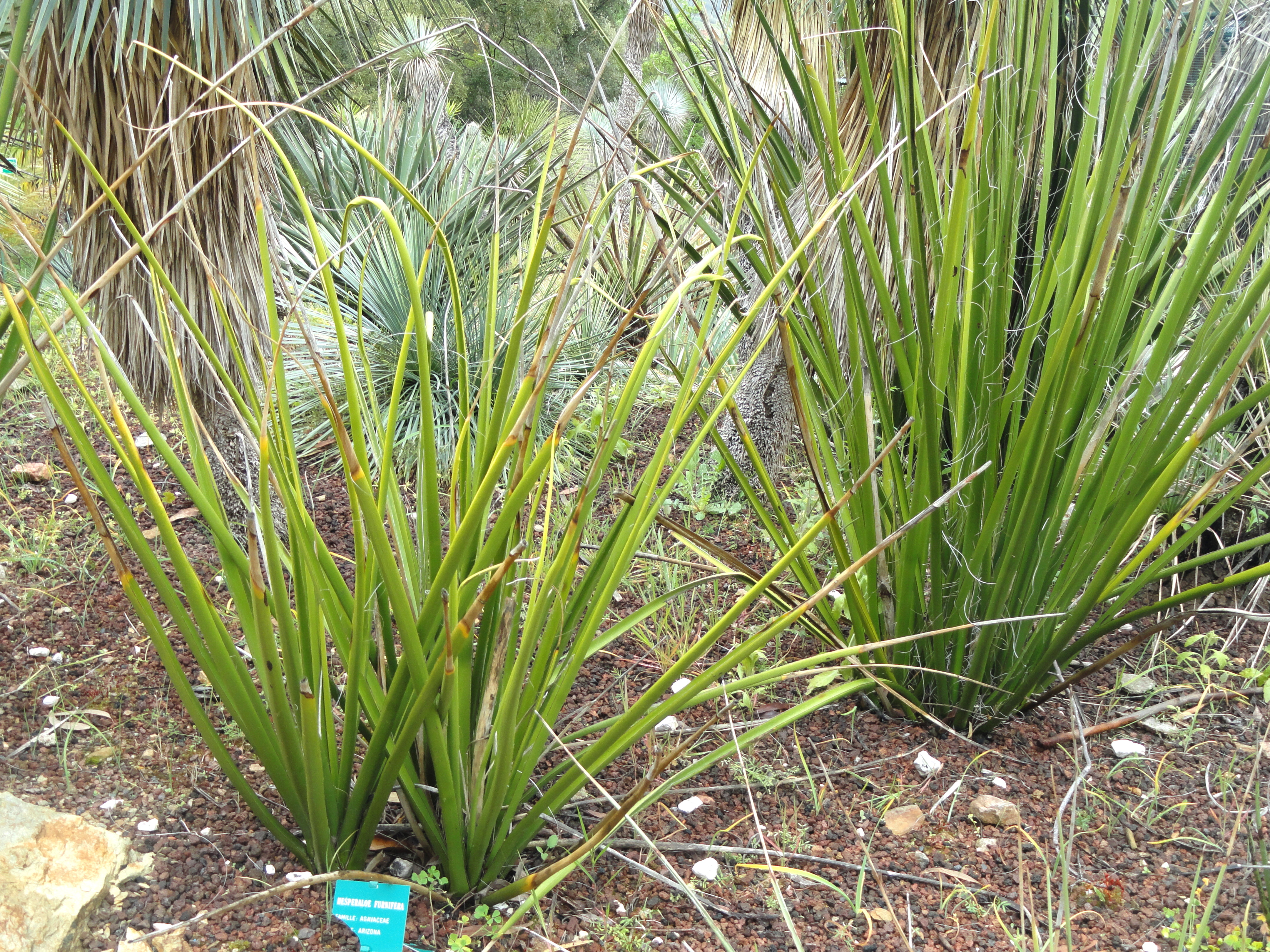